# Johnny Swinger
Joseph Robert "Joe" Dorgan (3 de julio de 1975) es un luchador profesional estadounidense. Actualmente está firmado con Impact Wrestling,  Es más conocido por sus apariciones en la Extreme Championship Wrestling y Total Nonstop Action Wrestling como Johnny Swinger y en la World Wrestling Entertainment como Johnny Parisi. Swinger ha sido una vez campeón mundial, después de haber celebrado el Campeonato Mundial de la UCW.

## Carrera

### Inicios
Después de entrenar en Toronto, Ontario, Dorgan empezó en la lucha libre en el circuito independiente como "Johnny Paradise" en 1993. Después descubrió que otro luchador ya estaba usando ese nombre, por lo que cambió su nombre a "Johnny Swinger Hollywood" y comenzó a hacerse un nombre por sí mismo como un villano en el "Sindicato" de Scott D'Amore en Border City Wrestling.

### World Championship Wrestling (1996–1999)
Swinger comenzó a trabajar para World Championship Wrestling (WCW) a fines de 1996, acortando su nombre de anillo a "Johnny Swinger". Fue utilizado principalmente en programas de sindicación y TBS, apareciendo en WCW Saturday Night y WCW World Wide . Swinger también hizo apariciones en los dos programas emblemáticos de la compañía Monday Nitro (en TNT) y THUNDER (en TBS). Sus apariciones en la transmisión incluyen la mejor calificación del lunes Nitro en julio de 1998, perdiendo ante Chavo Guerrero, Jr. frente a un Georgia Dome con entradas agotadas ; Esta misma noche, Goldberg derrotó a Hollywood Hogan para el Campeonato Mundial de Peso Pesado WCW. Swinger permaneció en WCW durante tres años hasta unirse a Extreme Championship Wrestling.

### Extreme Championship Wrestling (2000–2001)
Swinger ingresó a la ECW en el año 2000. Fue colocado en un equipo con Simon Diamond por el booker Paul Heyman en mayo de 2000 y acortó su nombre a "Swinger". Él permaneció con la ECW hasta que desapareció en abril de 2001.

### Regreso a WCW (2001)
Swinger regresó a WCW durante una semana para el Torneo Cruiserweight Tag Team . En el 26 de febrero de 2001 edición de Nitro donde él y Jason Lee fueron derrotados por Billy Kidman y Rey Mysterio, Jr. . También luchó en la edición del 28 de febrero de 2001 de WCW Thunder donde Swinger (acompañado por Jason Lee) perdió ante Shane Helms . Poco después, la WWF compró WCW y cesó su programación.

### Circuito independiente (2001-2003)
Swinger luchó en el circuito independiente de 2001 a 2003.

### World Wrestling All-Stars (2003)
Swinger tuvo una breve temporada en la primera parte de 2003 en la promoción World Wrestling All-Stars . La promoción contó principalmente con talentos conocidos de otras promociones de lucha libre, con talentos como Bret Hart, Sting, Lex Luger, Jeff Jarrett y otros. El partido de más alto perfil de Swingers en la promoción se produjo el 23 de mayo de 2003, cuando se enfrentó a Chris Sabin, Frankie Kazarian y Jerry Lynn en un combate inter promocional para el Campeonato Internacional de Peso Crucero WWA y la División X NWA-TNA. Swinger también apareció y salió victorioso en la tarjeta internacional "Retribution" de World Wrestling All Stars en Glasgow, Escocia, en equipo con Buff "The Stuff" Bagwell para derrotar a Norman Smiley y Malice.

### Total Nonstop Action Wrestling (2003-2005)
El 9 de julio de 2003, Simon y Swinger debutaron como un equipo en Total Nonstop Action Wrestling (TNA). Se pelearon con los más buscados de Estados Unidos ( Chris Harris y James Storm ) por algún tiempo antes de ganar el Campeonato Mundial de Parejas NWA . El equipo se separó el 18 de febrero de 2004 cuando Swinger se convirtió en un villano al jurar lealtad a Jeff Jarrett y se pelearon entre sí. Swinger finalmente formó un establo conocido como "The New York Connection" con Glenn Gilbertti, Vito y Trinity .

### World Wrestling Entertainment (2005-2006)
Dorgan firmó un acuerdo de desarrollo con World Wrestling Entertainment (WWE) en 2005, y comenzó a entrenar en Ohio Valley Wrestling (OVW) en mayo de 2005. Hizo su debut en WWE en el episodio del 31 de julio de 2005 de Sunday Night Heat como "Johnny Parisi" ganando su primer partido para la compañía. Fue una estancia principal en Heat. Su nombre de anillo se deriva de su tío abuelo Tony Parisi .
En septiembre de 2005, Parisi fue enviado a Deep South Wrestling luchando allí durante dos meses mientras luchaba en Sunday Night Heat , hasta que fue retirado de la televisión en noviembre debido a una lesión. Regresó en diciembre de 2005 pero fue enviado de regreso a DSW. Trabajó dos partidos más de Heat para la WWE en febrero de 2006, perdiendo competitivamente ante Chavo Guerrero y Kane. Fue puesto en libertad el 29 de junio de 2006.

### Regreso al circuito independiente (2006-presente)
Después de ser liberado de la WWE, volvió a luchar en el circuito independiente, principalmente luchando para Great Championship Wrestling (GCW). Tiene un gran éxito al ganar el título de peso pesado de GCW en 2 ocasiones y los títulos de etiqueta de GCW dos veces, una con Glenn Gilberti y otra con Bull Buchanan. Raven llegó a GCW para ayudar a Swinger con su enemistad contra Michaels Inc. en diciembre de 2006. Después de ganar el título de GCW de Chris Stevens, Swinger encendió a Raven y se unió a Michaels Inc. En enero de 2007, Swinger comenzó a desafiar a los luchadores de TNA para que intentaran venir él en GCW. En respuesta a esto, el director de Autoridad de TNA, Jim Cornette, asistió a un show de GCW para confrontar a Swinger. Swinger y Bull Buchanan fueron derrotados por Raven y David Young el 31 de enero. Luego, David Young desafió a Swinger por el título de GCW. Más tarde perdió el título ante Scotty Beach en un combate de jaula de acero por sumisión. El 15 de septiembre, derrotó a Scotty Beach por el título de GCW una vez más. El 29 de septiembre se enfrentó a Bull Buchanan en un esfuerzo por perder dentro de una jaula de acero en el cuarto show anual de Fred Ward Memorial .
Regresó a la WWE para enfrentarse a Ron Simmons en un combate en WWE Heat , y el 14 de octubre de 2007, apareció para el pago por visión insignia de TNA , Bound for Glory , compitiendo en un combate oscuro con Joey Matthews contra The Motor City Machineguns. Swinger recuperó el Campeonato de Peso Pesado GCW de Bull Buchanan el 15 de diciembre de 2007, en un combate de triple amenaza que también incluyó a otro veterano de TNA, Sonny Siaki. Swinger pasó la mayor parte de 2008 luchando contra los desafíos de varios contendientes para el Campeonato GCW, incluidos Scotty 2 Hotty , Disco Inferno y Bull Buchanan.
El 29 de julio de 2010, se confirmó que Swinger participaría en el show de reunión ECW de TNA, Hardcore Justice, el 8 de agosto. En el evento Swinger, Simon Diamond y Kid Kash fueron derrotados por Little Guido , Tony Luke y Tracy Smothers de Los italianos de sangre completa en un combate por equipos de seis hombres. 
En 2011, Johnny Swinger continuó con el éxito de Peachstate Wrestling Alliance en Georgia, peleándose con Bill the Butcher, Ultimate Dragon y otros. Swinger sigue siendo uno de los babyfaces más populares de la organización, a pesar de pasar la mayor parte de su carrera como talón. Actualmente también está entrenando luchadores profesionales y aspirantes con Rick Steiner en el Hard Knocks Gym en Kennesaw , Georgia .
En 2017, Johnny Swinger comenzó a ser coanfitrión del podcast "The Raven Effect" en Podcast One con su compañero luchador profesional Raven ; Sin embargo, después de un par de semanas, fue reemplazado por el comediante y exempleado de WCW Busby Berkeley debido a las bajas calificaciones.

### Regreso a Impact Wrestling (2019-presente)
En 2019, Swinger renunció a TNA, ahora conocido como Impact Wrestling. Apareció en el episodio del 27 de septiembre de Impact Wrestling.

## En lucha
- Movimientos finales
  - Long Island Legsweep[2] (Half nelson legsweep)
  - Swing Thing (Cobra clutch legsweep)[2]
- Movimientos de firma
  - The Shaft (DDT)[2]
  - Swinger Stinger[2] (Shoulder jawbreaker)
  - Swinging neckbreaker[2]
- Managers
  - Glenn Gilbertti (TNA)
  - Dawn Marie (ECW)
  - Trinity (TNA)
  - Angel Williams (DSW)

## Campeonatos y logros
- Border City Wrestling
  - BCW Can-Am Heavyweight Championship (2 veces)[2]
  - BCW Can-Am Tag Team Championship (2 veces) – con Scotty Summers[6] y Otis Apollo[7][2]

- Cleveland All-Pro Wrestling
  - CAPW North American Heavyweight Championship (1 vez)[2]

- Elite Wrestling Federation
  - EWF Tag Team Championship (1 vez)[2] – con Scott D'Amore

- Georgia Championship Wrestling / Great Championship Wrestling
  - GCW Heavyweight Championship (5 veces)[2]
  - GCW Tag Team Championship (2 veces) – con Glenn Gilberti (1) y Bull Buchanan (1)[2]

- Maximum Pro Wrestling
  - MXPW Tag Team Championship (1 vez) – con Simon Diamond[8]

- Motor City Wrestling

- MCW Tag Team Championship (2 veces) – con Johnny Paradise

- NWA Main Event
  - NWA Mid-America Heavyweight Championship (1 vez)[2]

- Total Nonstop Action Wrestling
  - NWA World Tag Team Championship (1 vez) – con Simon Diamond[2]

- Universal Championship Wrestling
  - UCW World Championship (1 vez)[9]